# كابتون

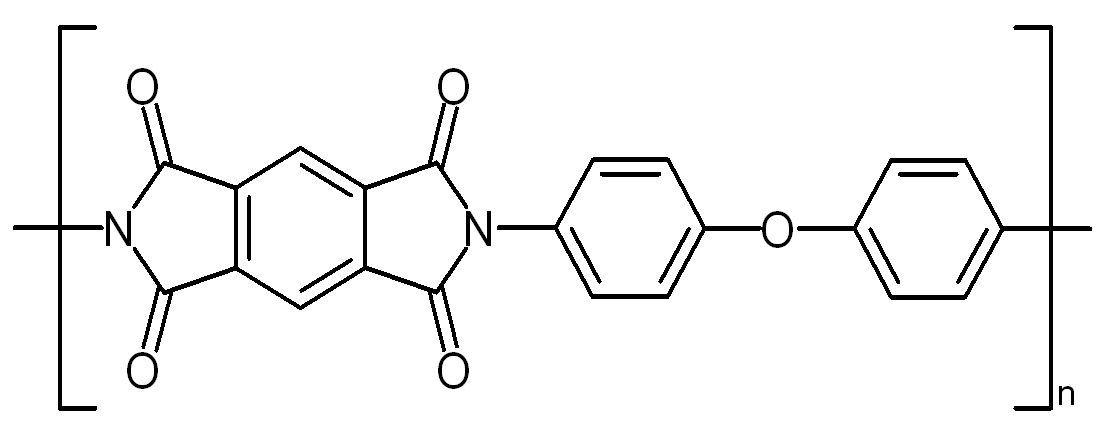
يكل بولي-أوكسيديفينلين-بيروميليتيميد

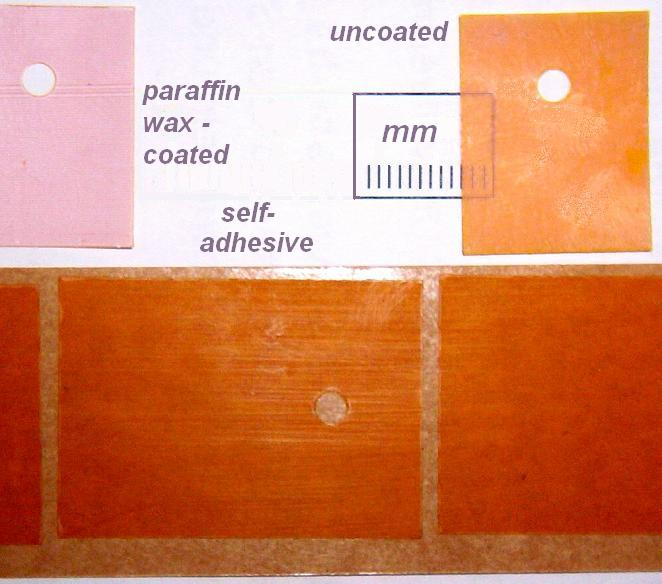
وسادات عازلة من الكابتون لتركيب الأجزاء الإلكترونية على المشتت الحراري

الكابتون هو رقائق من البولي إميد يستخدم في الدوائر المطبوعة المرنة (الإلكترونيات المرنة) والبطانيات الفضائية، والتي تستخدم في المركبات الفضائية والأقمار الصناعية وأجهزة الفضاء المختلفة. اخترعتها شركة DuPont Corporation في الستينيات، ولا تزال منتجات كابتون مستقرة محتفظة بخواصها عبر نطاق واسع من درجات الحرارة، من −269 إلى +400 °م (4 إلى 673 ك) .

## التاريخ
تم اختراع كابتون من قبل شركة دوبونت في الستينيات. 
اسم Kapton هو علامة تجارية مسجلة لشركة EI du Pont de Nemours and Company.

## الكيمياء والأنواع
يعد تحضير كابتون مثالاً على استخدام ثنائي أنهيدريد في مرحلة البلمرة. البوليمر الوسيط، المعروف باسم بولي (حمض أميك) ، قابل للذوبان بسبب روابط هيدروجينية قوية بالمذيبات القطبية التي تستخدم عادة في التفاعل. يتم إغلاق الحلقة في درجات حرارة عالية من 200–300 °م (470–570 ك) .
الاسم الكيميائي لـ Kapton K و HN هو بولي (4,4'-oxydiphenylene-pyromellitimide) . يتم إنتاجه من تكثيف ثنائي أنهيدريد البيروميليت (PMDA) و 4,4'-oxydiphenylamine (ODA).
Kapton E عبارة عن مزيج من ثنائي أنهيدريد، و PMDA و biphenyltetracarboxylic acid dianhydride (BPDA)، واثنين من ثنائي أمين، ODA و p-phenylenediamine (PPD). يضيف مكون BPDA ثباتًا أكبر في الأبعاد والتسطيح في تطبيقات الدوائر المرنة. يتحلى Kapton E بمعامل منخفضللتمدد الحراري (CTE)، وامتصاصًا مخفضًا للرطوبة، ومعاملًا مخفضًا للتمدد الاسترطابي (CHE) مقارنةً بـ Kapton H.

## صفاته
يظل كابتون مستقرًا (في عزلة) عبر نطاق واسع من درجات الحرارة، من −269 إلى +400 °م (4 إلى 673 ك).
تعتبر الموصلية الحرارية للكابتون عند درجات حرارة تتراوح من 0.5 إلى 5 كلفن مرتفعة نوعًا ما في مثل هذه درجات الحرارة المنخفضة:
κ = 4.638 × 10 −3 T 0.5678 W · m −1 · K −1 
تنخفض قدرة كابتون للعزل بشكل كبير: أظهرت دراسة FAA تدهورًا في البيئات الحارة والرطبة  أو في وجود مياه البحر. ووجد أنه يتمتع بمقاومة ضعيفة جدًا للتآكل الميكانيكي، وخاصة التآكل داخل أحزمة الكابلات بسبب حركة الطائرات. كان على العديد من طرازات الطائرات أن تخضع لتعديلات واسعة في إعادة الأسلاك - وأحيانًا تستبدل جميع الأسلاك المعزولة بكابتون - بسبب الدوائر القصيرة الناتجة عن العزل المعيب. إن تدهور سلك كابتون والاستياء منه بسبب الاهتزازات والحرارة متورط في حوادث متعددة لكل من الطائرات ذات الأجنحة الثابتة والأجنحة الدوارة، مع فقدان الأرواح.
وفقًا لتقرير داخلي لوكالة ناسا، «كانت أسلاك مكوك الفضاء مغطاة بعازل يعرف باسم كابتون والذي يميل إلى الانكسار بمرور الوقت، مما يتسبب في حدوث دوائر قصيرة وربما حرائق.» 

## الإستعمال

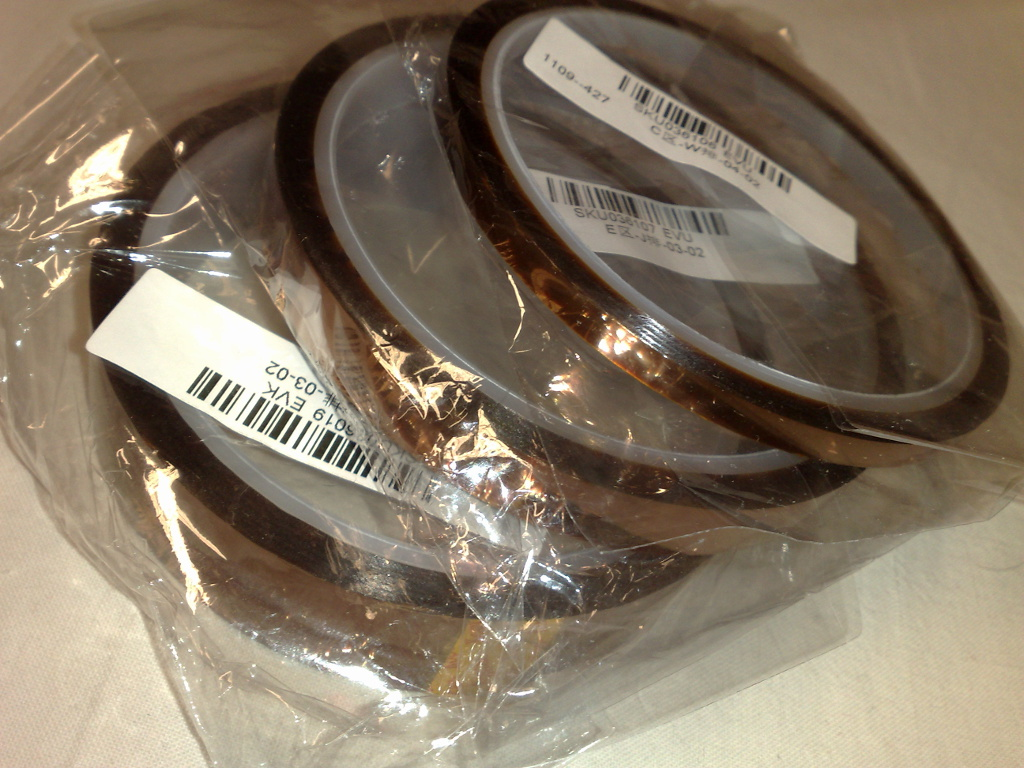
شرائط كابتون ، ثلاث لفات بعرض مختلف

### تصنيع الإلكترونيات

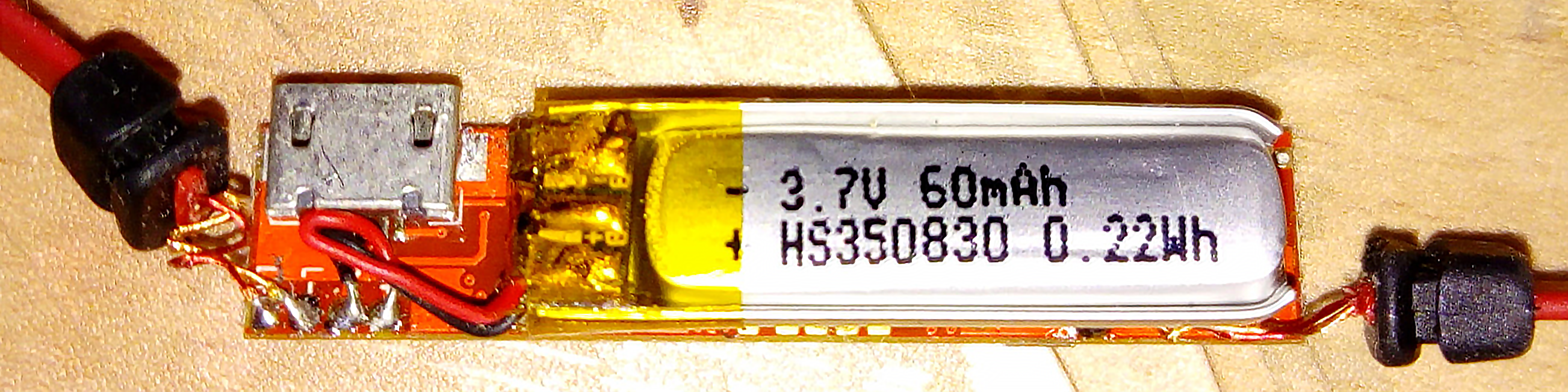
شريط كابتون (أصفر) يستخدم لعزل خيوط خلية البطارية في سماعة البلوتوث

نظرًا لاتساع نطاقه الكبير في تحمل درجة الحرارة وقدرته على العزل الكهربائي، يستخدم شريط كابتون عادةً في التصنيع الإلكتروني كطبقة عازلة وحماية على المكونات الهشة والحساسة للكهرباء الساكنة. نظرًا لأنه يمكن أن يحافظ على درجة الحرارة اللازمة لعملية اللحام بإعادة التدفق، فإن حمايته متاحة طوال عملية الإنتاج بأكملها، وغالبًا تظل Kapton موجودة في المنتج الاستهلاكي النهائي.

### مركبة فضائية

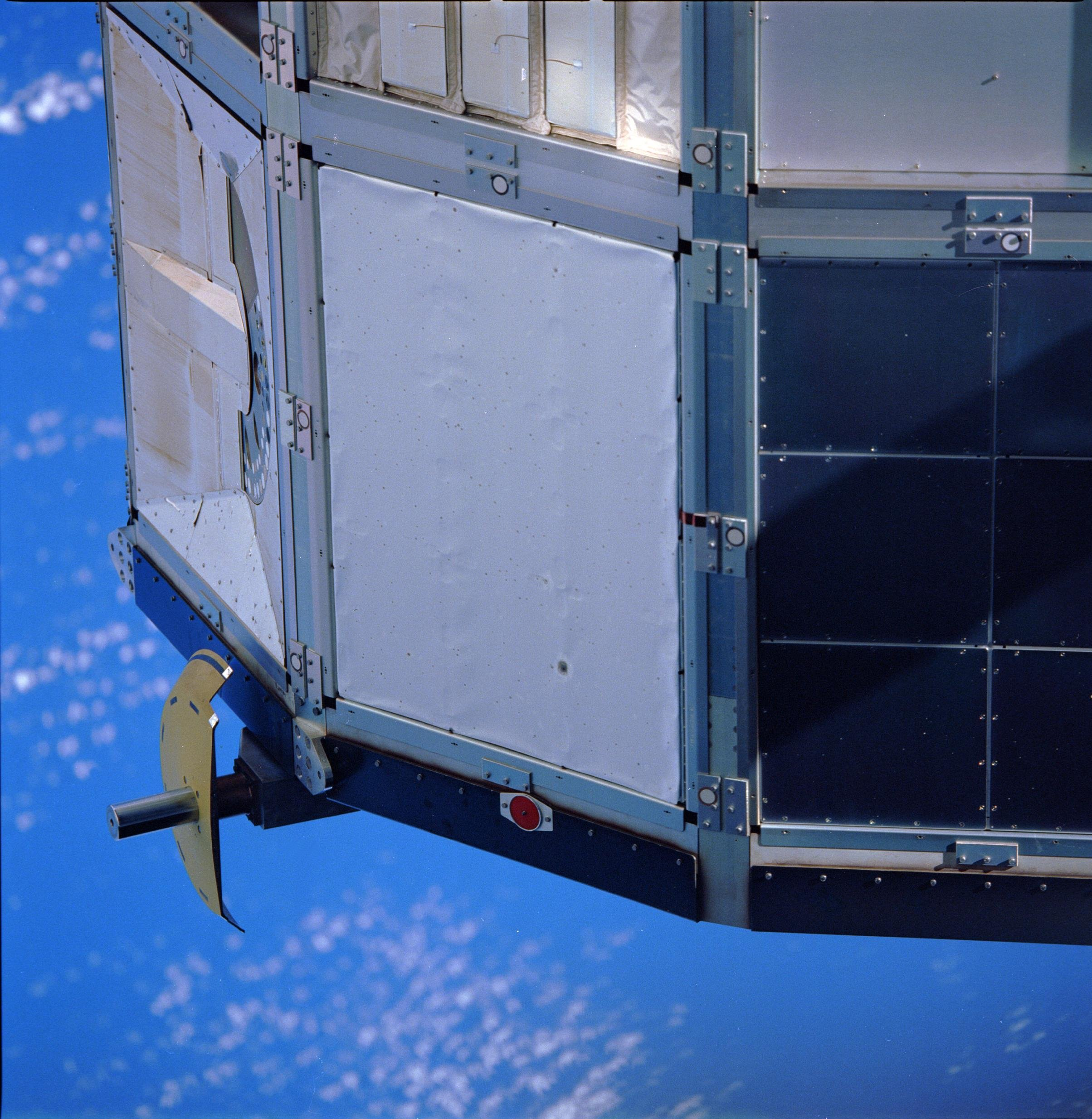
تم استخدام غطاء Kapton الحراري المغطى بالألمنيوم في تجربة الأشعة الكونية فائقة الثقل

تم تغطية مرحلة النزول من وحدة أبولو القمرية، وقاع مرحلة الصعود المحيطة بمحرك الصعود، بغطاء كابتون برقائق الألومنيوم لتوفير العزل الحراري. أثناء رحلة العودة من القمر، علق رائد فضاء أبولو 11 نيل أرمسترونج أنه أثناء إطلاق مرحلة صعود الوحدة القمرية، كان بإمكانه رؤية «كابتون وأجزاء أخرى على سطح القمر تتناثر وتنتشر في جميع أنحاء المنطقة لمسافات كبيرة.» 

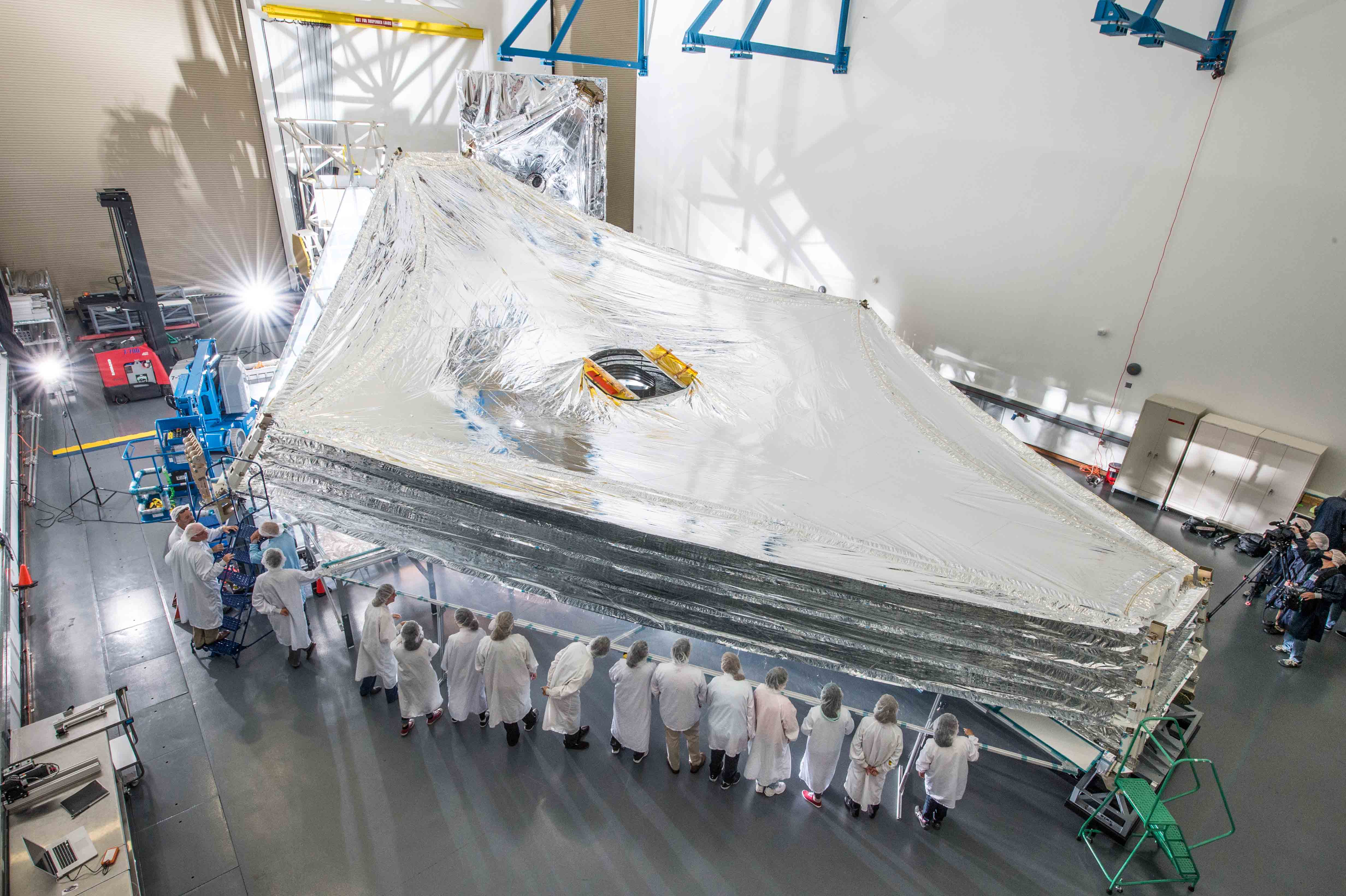
وحدة اختبار الواقي الشمسي لـ تلسكوب جيمس ويب الفضائي ، مصنوع من كابتون المكسو بالألمنيوم

اعتبر مختبر الدفع النفاث التابع لناسا أن كابتون دعامة بلاستيكية جيدة للأشرعة الشمسية بسبب متانتها في بيئة الفضاء.
استخدمت مركبة الفضاء New Horizons التابعة لناسا كابتون في تصميم عازل مبتكر «زجاجة Thermos» للحفاظ على عمل المركبة بين 10 و 30 °م (283 و 303 ك) طوال رحلتها التي تزيد عن تسع سنوات، 5 تيرامتر (33 AU) للالتقاء مع الكوكب القزم بلوتو في 14 يوليو 2015. الجسم الرئيسي مغطى بعزل حراري خفيف الوزن، ذهبي اللون، متعدد الطبقات والذي يحتفظ بالحرارة من إلكترونيات التشغيل لإبقاء المركبة الفضائية دافئة. كما ساعدت البطانية الحرارية المكونة من 18 طبقة من قماش شبكي الداكرون المحشور بين فيلم مايلر وكابتون المغطى بالألمنيوم على حماية المركبة من النيازك الدقيقة.
يتكون حاجب الشمس في تلسكوب جيمس ويب الفضائي من خمس صفائح Kapton E مطلية بالألمنيوم والسيليكون المشيب بغرض عكس الحرارة بعيدًا عن جسم المركبة الفضائية.
استخدم الطاقم على متن محطة الفضاء الدولية شريط كابتون لإصلاح تسرب بطيء في مركبة فضائية Soyuz مرتبطة بالجزء الروسي من المجمع المداري في أغسطس 2018. تم استخدامه مرة أخرى في أكتوبر 2020 لإغلاق تسرب مؤقتًا في غرفة النقل لوحدة خدمة Zvezda لمحطة الفضاء الدولية.

### الأشعة السينية
يستخدم Kapton أيضًا بشكل شائع كمواد للنوافذ تستخدم مع جميع أنواع مصادر الأشعة السينية (خطوط شعاع السنكروترون وأنابيب الأشعة السينية) وصمامات إصدار الأشعة السينية. إن ثباتها الميكانيكي والحراري العالي بالإضافة إلى النفاذية العالية للأشعة السينية يجعلها المادة المفضلة. كما أنها غير حساسة نسبيًا للضرر من الإشعاع.

### طباعة ثلاثية الأبعاد
يلتصق كل من Kapton وABS ببعضهما البعض جيدًا، مما أدى إلى انتشار استخدام كابتون كسطح بناء للطابعات ثلاثية الأبعاد. يتم وضع كابتون على سطح مستو ويتم بثق ABS على سطح كابتون. لن ينفصل جزء ABS الذي تتم طباعته عن منصة التصميم لأنه يبرد ويتقلص، وهو سبب شائع لفشل الطباعة عنندما يحدث التواء للجزء. البديل الأكثر ديمومة هو استخدام سطح بولي إيثيرميد.
ابتكر الباحثون طريقة للطباعة المجسمة بواسطة البولي إميد بما فيها الكابتون. يتم خلط سلف حمض البولي اميك مع Kapton مع الرابط أكريليت ومحفز ضوئي حيث يمكن أن يشكلوا هلامًا عند تعرضه للأشعة فوق البنفسجية أثناء الطباعة ثلاثية الأبعاد. التسخين اللاحق للجزء المطبوع ثلاثي الأبعاد حتى 400  °C يقوم بإزالة الروابط المتشابكة وتحويل الجزء الذي يكوّن كابتون بهندسة مطبوعة ثلاثية الأبعاد.

### تطبيقات أخرى
جعلت الموصلية الحرارية العالية نسبيًا لكابتون في درجات حرارة منخفضة جدًا، جنبًا إلى جنب مع خصائصها العازلة الجيدة وتوافرها على شكل صفائح رقيقة، مادة مفضلة في علم التبريد، حيث توفر عزلًا كهربائيًا عند التدرجات الحرارية المنخفضة.
يتم استخدام كابتون بانتظام كعامل عازل في البيئات شديدة التفريغ نظرًا لمعدل إطلاقه الغازات المنخفض.
تم استخدام الأسلاك الكهربائية المعزولة بكابتون على نطاق واسع في الطائرات المدنية والعسكرية لأنها أخف من العوازل الأخرى ولها خصائص عزل وخصائص حرارية جيدة.

## روابط خارجية
- أرقائق بولي إميد في دوبونت

قالب:DuPont